# PGC 7304
LEDA/PGC 7304 ist eine Galaxie im Sternbild Dreieck am Nordsternhimmel, diet rund 239 Millionen Lichtjahre von der Milchstraße entfernt ist. Gemeinsam mit zwölf weiteren Galaxien bildet sie die NGC-777-Gruppe (LGG 42).